# Zulucharis prinslooi
Zulucharis prinslooi är en stekelart som beskrevs av John M. Heraty 2002. Zulucharis prinslooi ingår i släktet Zulucharis och familjen Eucharitidae.
Artens utbredningsområde är Namibia. Inga underarter finns listade i Catalogue of Life.